# The Corner (palazzo)
The Corner, chiamato precedentemente Palazzo Stipel, è un palazzo costruito tra il 1960 e il 1964 e ristrutturato nel suo aspetto tra il 2014 e il 2019. Dallo stesso anno ospita la sede dell'Inter.
Il palazzo, di proprietà di Generali Real Estate, è situato a Milano, all'angolo tra via Melchiorre Gioia e Viale della Liberazione; proprio la posizione all'angolo tra le due vie ha dato l'odierno nome all'edificio.

## Descrizione
Progettato dall'architetto Melchiorre Bega e completato nel 1964, fu precedentemente concepito per ospitare gli uffici della Stipel e si trovava vicino alla Torre dei Servizi Tecnici Comunali, all'epoca nel nuovo centro direzionale di Milano. Il palazzo, dalla sua costruzione in poi, ha ospitato uffici dell'Inps, della Telecom e infine della Generali. Sotto la gestione Generali, dal 2014 al 2019 l'edificio ha subito una profonda ristrutturazione e riqualificazione ad opera dell'architetto Alfonso Femia. Il palazzo dopo il rifacimento è stato inaugurato il 13 giugno 2019. All'epoca della sua costruzione, presentava gli stessi elementi estetici caratteristici della Torre Galfa e tipici dello stile architettonico di Bega, caratterizzato da un'estetica minimale e da una facciata razionale, con finestre disposte in griglie simmetriche. Dal 18 giugno 2019 gli ultimi 5 piani dell'edificio ospitano la sede sociale del club calcistico dell'Inter.